# Josef Pachmayer
Josef Pachmayer (16. května 1864 Dnešice – 31. července 1928 Praha) byl český novinář, básník, překladatel a literární kritik, redaktor deníku Národní listy. Úspěšně se věnoval překladatelské činnosti, především z angličtiny a francouzštiny.

## Život
Narodil se v Dnešicích u Přeštic v západních Čechách v rodině Josefa a Alžběty, rozené Havlíčkové. Zde se také narodily jeho sestry: Adelheid (1862) a Maria (1865). 3. června 1888 se oženil s Annou Bergmannovou (1869), měli spolu syny Julia (1890) a Edvarda (1895). Manželství se posléze rozpadlo a manželé žili odděleně. Rozvedeni byli roku 1919.
Po studiích v Klatovech pokračoval na karlínské reálce, kde již jako student od roku 1878 přispíval do Brousku a Světozoru. V osmnácti zanechal studií a začal pracovat jako redaktor v deníku Národní listy vydavatele Julia Grégra. Zároveň redigoval samostatně Nové Listy a karlínskou Stráž pod Vítkovem.
Jako český vlastenec hájil Pachmayer protirakouské postoje, za jeden ze svých textů r. 1883 byl roku 1893 obviněn v tzv. procesu s Omladinou a odsouzen na 4 měsíce těžkého žaláře, ale byl amnestován (všeobecná amnestie Badeniova). Jeho radikální názory se objevovaly ve venkovských listech, zvláště v Lidových novinách, i cizích jmenovitě v pařížském Journalu.
Po cestách po Slezsku, Slovensku, Německu, Švýcarsku a Francii, redigoval v Národních listech zahraniční rubriku mimoslovanskou. Vedle žurnalistiky se věnoval také beletrii, zvláště překladové, a kritice, a to také v Květech, Lumíru, Zlaté Praze, Světozoru, České Revui, Českém světě aj. Z Národních listů odešel roku 1905.

Jeho překladatelský rozsah byl nezměrný, překládal díla z francouzštiny, angličtiny, italštiny, španělštiny, němčiny, norštiny, portugalštiny, švédštiny, ruštiny a polštiny. Byl autorem překladů děl například soudobých francouzských spisovatelů Émila Zoly, Andrého Laurieho či Pierra Louÿse. Roku 1906 se rovněž stal autorem prvních českých překladů detektivních románů Arthura Conana Doyla o Sherlocku Holmesovi.

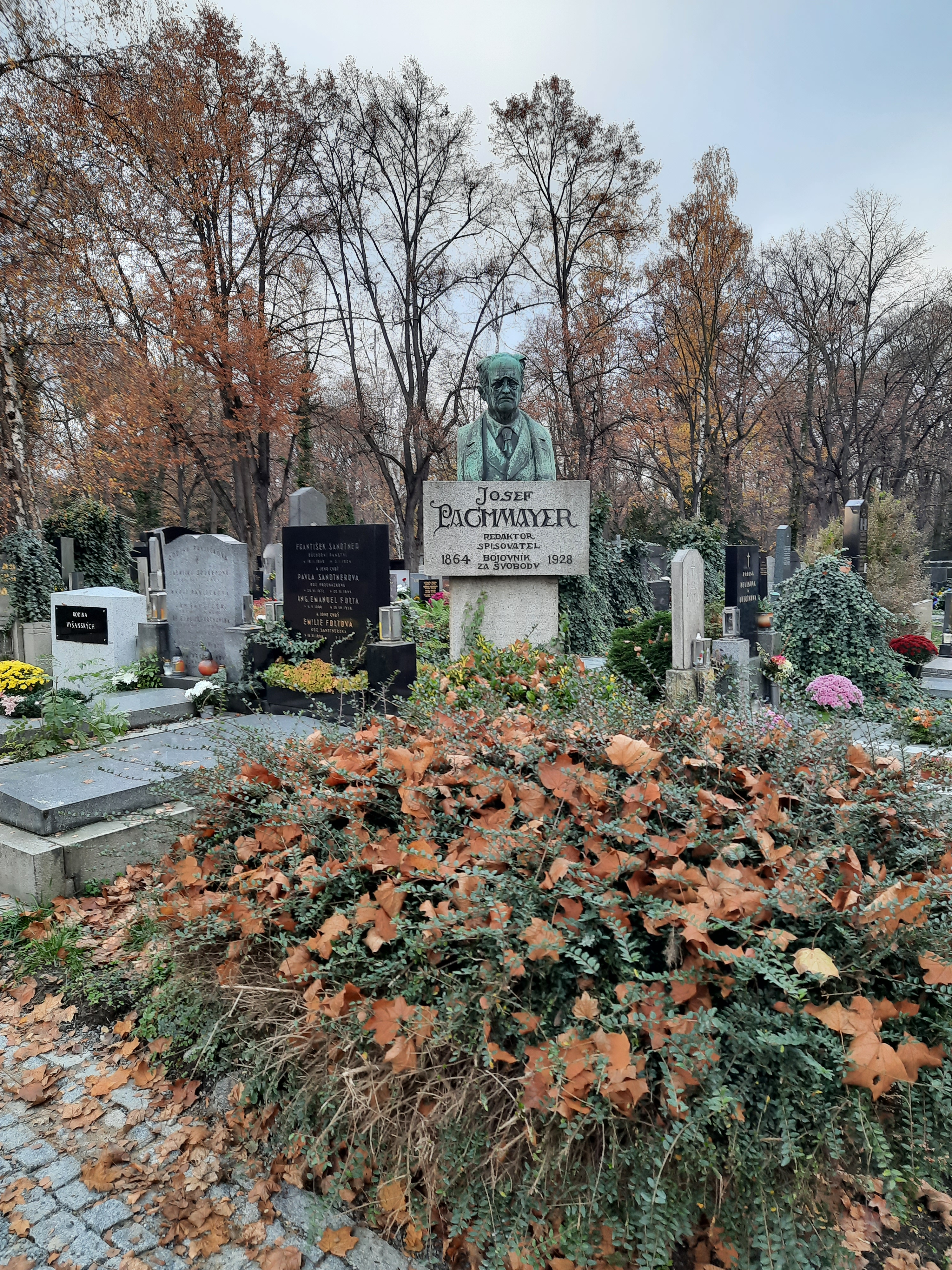
Hrob Josefa Pachmayera na Olšanských hřbitovech

Kvůli svým postojům byl v období první světové války perzekvován. Koncem života se potýkal s existenčními problémy. Roku 1926 byl stižen záchvatem mrtvice. Zemřel 31. července 1928 v Praze. Pohřben byl v hrobě na Olšanských hřbitovech, který zdobí jeho busta.

## Dílo

### Spisy
- To jste to dopracovali!: epigramy o české politice – Praha: vlastním nákladem, 1909
- První průvodce český po Berlíně – uspořádal. Praha: Josef Uher, 1911
- Písně zločincovy: zpověď závratných rozkoší věčného zoufalství [básně a próza] – Praha: v. n., 1912
- Habspurkové v Čechách: zločiny jich proti českému národu a proti lidskosti – psáno starým Čechem; uspořádal. České Budějovice: Josef Svátek, 1919
- Slavné činy legionářů v Itálii, na Rusi a ve Francii: vzpomínky a líčení od různých autorů – uspořádal: Č. Budějovice, 1919

### Překlady
- Nový hrabě Monte Kristo – Julius Verne; se 109 ilustracemi L. Benetta. Praha: J. R. Vilímek, 1894
- Země – matka: román – Emil Zola. Praha: Alois Hynek, 1898
- Dvou lásek spor: román – Pavel Margueritte; ilustroval Luděk Marold. Praha: Jan Otto, 1899
- Pouť nebeská a několik jiných cest vesmírem – Camille Flammarion; přeložili Josef a Marie Pachmayerovi. Praha: J. Otto, 1904
- Vilém II. a zákulisí dvora Berlínského: ze zápisků a denníku dvorní dámy německé císařovny – Henry William Fischer; z angličtiny. Praha: J. R. Vilímek, 1905
- Lumen: rozhovory o nekonečnu – C. Flammarion. Praha: Hejda a Tuček, 1905?
- Berylový diadém: z dobrodružství detektiva Sherlocka Holmesa – Sir Arthur Conan Doyle. Praha: J. R. Vilímek, 1906?
- Inženýrův palec: z dobrodružství detektiva Sherlocka Holmesa – A. C. Doyle. Praha: J. R. Vilímek, 1906
- Liga zrzavých – 1906
- Modrý korund: z dobrodružství detektiva Sherlocka Holmesa – A. C. Doyle. Praha: J. R. Vilímek
- Muž se skřiveným rtem: z dobrodružství detektiva Sherlocka Holmesa – A. C. Doyle: Praha: J. R. Vilímek, 1906
- Paměti detektiva Sherlocka Holmesa – A. C. Doyle; s ilustracemi Sidney Pageta. Praha: J. R. Vilímek, 1906
- Plukovníkův hřích: paměti detektiva Sherlocka Holmesa – A. C. Doyle; s ilustracemi S. Pageta. Praha: J. R. Vilímek, 1906
- Příhoda s pěti pomerančovými jadérky: z dobrodružství Sherlocka Holmesa – A. C. Doyle; s ilustracemi S. Pageta. Praha: J. R. Vilímek, 1906
- Případ podivuhodné záměny: z dobrodružství detektiva Sherlocka Holmesa A. C. Doyle; ilustracemi S. Pageta. Praha: J. R. Vilímek, 1906
- Skvrnitý pás: z dobrodružství detektiva Sherlocka Holmesa – A. C. Doyle. Praha: J. R. Vilímek, 1906
- Tajemství údolí Boscombského: z dobrodružství detektiva Sherlocka Holmesa – A. C. Doyle; s ilustracemi S. Pageta. Praha: J. R. Vilímek, 1906
- Ztracená stopa: z dobrodružství detektiva Sherlocka Holmesa – A. C. Doyle. Praha: J. R. Vilímek, 1906
- Zvláštní příhoda ve venkovském sídle: z dobrodružství detektiva Sherlocka Holmesa – A. D. Doyle. Praha: J. R. Vilímek, 1906
- Bůh v přírodě. I., Síla a hmota, život – C. Flammarion. Praha: Hejda a Tuček, 1906?
- Afféra K. A. Milvertona: z dobrodružství detektiva Sherlocka Holmesa – A. C. Doyle. Praha: J. R. Vilímek, 1907
- Dobrodružství cyklistky: z dobrodružství detektiva Sherlocka Holmesa – A. C. Doyle. Praha: J. R. Vilímek, 1907
- Dobrodružství černého Petra: z dobrodružství detektiva Sherlocka Holmesa – A. C. Doyle. Praha: J. R. Vilímek, 1907
- Dobrodružství se zlatým skřipcem: z dobrodružství detektiva Sherlocka Holmesa – A. C. Doyle. Praha: J. R. Vilímek, 1907
- Dobrodružství tří studentů: z dobrodružství detektiva Sherlocka Holmesa – A. C. Doyle. Praha: J. R. Vilímek, 1907
- Dobrodružství v soukromé škole: z dobrodružství detektiva Sherlocka Holmesa – A. C. Doyle. Praha: J. R. Vilímek, 1907
- Druhá skvrna: z dobrodružství detektiva Sherlocka Holmesa – A. C. Doyle. Praha: J. R. Vilímek, 1907
- Mstitel – 1907
- Pohřešovaný: z dobrodružství Sherlocka Holmesa – A. C. Doyle. Praha: J. R. Vilímek, 1907
- Příhoda se šesti Napoleony: z dobrodružství detektiva Sherlocka Holmesa – A. C. Doyle. Praha: J. R. Vilímek, 1907
- Příhoda s pěti pomerančovými jadérky – 1906
- Případ podivuhodné záměny – 1906
- Příhoda v Abbey Grange: z dobrodružství detektiva Sherlocka Holmesa– A. C. Doyle. Praha: J. R. Vilímek, 1907
- Skandální příhoda – 1906
- Skvrnitý pás – 1906
- Příhoda v prázdném domě: z dobrodružství detektiva Sherlocka Holmesa – A. C. Doyle. Praha: J. R. Vilímek, 1907
- Sherlock Holmes vítězí – 1907
- Tančící mužíci – 1907
- Vzkříšení Sherlocka Holmesa – 1907
- Vládce hlubin – André Laurie; s ilustracemi Georg Rouxe. Praha: J. R. Vilímek, 1907
- Neznámo a záhady duše lidské – C. Flammarion; společně s Annou Novotnou. Praha: 1907
- Paměti lékařovy – A. C. Doyle. Praha: J. R. Vilímek, 1908
- Vlajky nad městem i přístavem: román manželství – Björnstjerne Björnson; z norštiny. Praha: Antonín Reis, 1909
- Dobrodružství detektiva Sherlocka Holmesa – A. C. Doyle; přeložili Karel Weinfurter a Josef Pachmayer. Praha: Josef Hokr, 1925
- Pes baskervillský – A. C. Doyle; s ilustracemi S. Pageta. Praha: J. R. Vilímek, 1925
- Vládce hlubin – A. Laurie; s ilustracemi G. Rouxe. Praha: J. R. Vilímek, 1926
- Šedý Blesk – James Corthy. Praha: Václav Palán, 1937
- Zlato Klondiku – literární úprava Eva Obůrková; ilustroval Josef Šamaj. Ústí nad Orlicí: Duna, 1993
- Mathias Sandorf – J. Verne. Brno: Návrat, 1999
- 3× Sherlock Holmes – A. C. Doyle; Skandál v Čechách – Zora Wolfová, r. 1971, Pes baskervillský – Josef Pachmayer, r. 1925, Poslední případ – Josef Pachmayer, r. 1906; Praha: XYZ, 2012